# Deserto di Saryesik-Atyrau

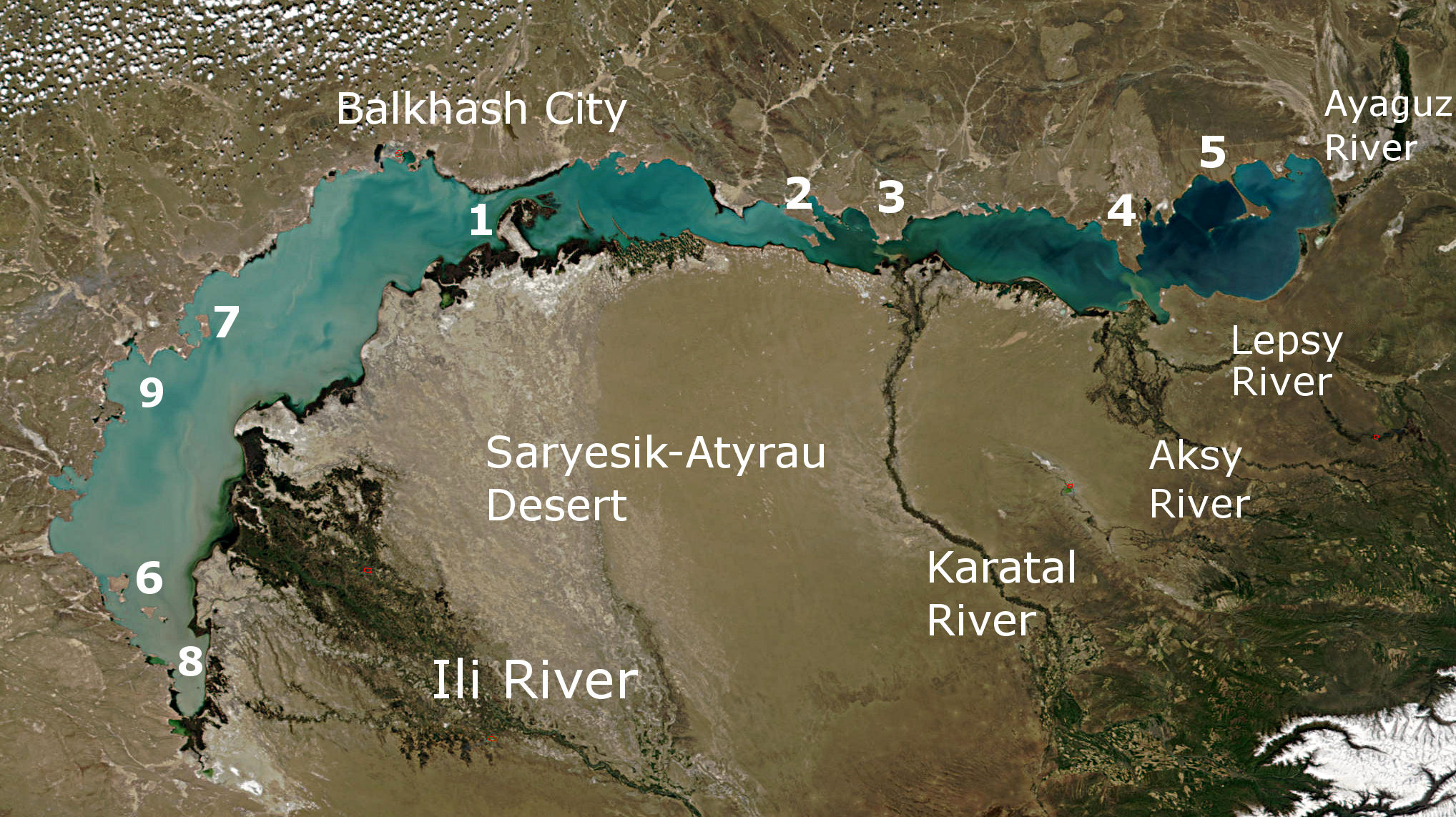
Immagine satellitare del deserto di Saryesik-Atyrau

Il deserto di Saryesik Atyrau (in kazako Сарыесікатырау?; in russo Сарыесик-Атырау, Сары-Ишикотрау/Sary-Ischikotrau?), si estende per circa 400 km a sud del lago Balqaš, nella parte orientale del Kazakistan. È un deserto sabbioso, in buone condizioni ecologiche e poco affetto dall'erosione. Al suo interno si trovano molti piccoli laghi e stagni; occasionalmente si formano anche delle praterie che consentono la sopravvivenza di vari animali e uccelli.

## Caratteristiche
Il deserto di Saryesik Atyrau costeggia a ovest il delta del fiume Ili, dove vive una numerosa popolazione di cinghiali. I cinghiali sono diffusi prevalentemente nella zona dei canneti, ma occasionalmente si spingono anche fino ai bordi del deserto dove si trovano prevalentemente attorno ai cespugli di Halostachys. 
Nel deserto vive anche la gazzella dal gozzo e una piccola popolazione di circa 150 individui dell'antilope Saiga tatarica. È invece ormai estinto in quest'area l'asino selvatico asiatico.